# Mary Simon
Mary Jeannie May Simon (n. 21 august 1947, Kangiqsualujjuaq⁠(d), provincia Québec, Canada) este o funcționară publică și diplomată canadiană, care a devenit cel de-al 30-lea guvernator general al Canadei din 26 iulie 2021.
May Simon s-a născut în Kangiqsualujjuaq, Nunavik, Quebec. A lucrat pentru scurt timp ca producător și crainic pentru CBC Northern Service în anii 1970, înainte de a intra ulterior în serviciul public, a lucrat în consiliul de administrație al Asociației Inuiților din Quebecul de Nord și a jucat un rol cheie în negocierile Acordului de la Charlottetown. May Simon a fost primul ambasador al Canadei pentru afaceri circumpolare din 1994 până în 2004, precum și un negociator principal pentru crearea Consiliului Arctic. A fost, de asemenea, ambasador canadian în Danemarca din 1999 până în 2002.
La 6 iulie 2021, prim-ministrul Justin Trudeau a anunțat că regina Elisabeta a II-a a aprobat numirea lui May Simon ca următorul guvernator general al Canadei.